# Bistum Mpanda
Das Bistum Mpanda (lat.: Dioecesis Mpandensis) ist eine in Tansania gelegene römisch-katholische Diözese mit Sitz in Mpanda.

## Geschichte
Das Bistum Mpanda wurde am 23. Oktober 2000 durch Papst Johannes Paul II. aus Gebietsabtretungen des Bistums Sumbawanga errichtet und dem Erzbistum Tabora als Suffraganbistum unterstellt.

## Bischöfe von Mpanda
- William Pascal Kikoti, 2000–2012
- Gervas John Mwasikwabhila Nyaisonga, 2014–2018, dann Erzbischof von Mbeya
- Eusebius Alfred Nzigilwa, seit 2020